# Tabanus quatei
Tabanus quatei är en tvåvingeart som beskrevs av Philip 1962. Tabanus quatei ingår i släktet Tabanus och familjen bromsar. Inga underarter finns listade i Catalogue of Life.